# Élection présidentielle arménienne de 2013
L'élection présidentielle arménienne de 2013 a eu lieu le 18 février 2013 en Arménie et a vu s'affronter sept candidats, dont le Président sortant, Serge Sarkissian, présenté par le Parti républicain d'Arménie et soutenu par son allié gouvernemental État de droit. Les principaux partis d'opposition représentés à l'Assemblée nationale (Arménie prospère, Congrès national arménien, Fédération révolutionnaire arménienne) n'ont cependant pas présenté de candidats, à l'exception d'Héritage. Les résultats délivrés par la Commission électorale centrale donnent dès le premier tour la réélection de Serge Sarkissian, avec 58,64 % des votes ; le candidat arrivé second, Raffi Hovannisian (en), obtient 36,74 % des votes et conteste les résultats.
Les observateurs internationaux ont estimé que cette élection a démontré un « pas important vers le progrès » et a satisfait aux standards démocratiques, mais qu'elle « manquait de concurrence effective ».

## Candidats
Huit candidats ont été enregistrés,, dont un s'est depuis retiré :
- Hrant Bagratian, chef du Parti de la liberté, membre du Congrès national arménien, ancien Premier Ministre ;
- Andrias Ghukasyan (en), analyste politique et directeur de radio ;
  - Aram Harutyunyan, chef du Parti de la conciliation nationale, retiré le 8 février 2013[3] ;
- Paruyr Hayrikyan, ancien dissident soviétique, chef de l'Union pour l'autodétermination nationale ;
- Raffi Hovannisian (en), chef du parti Héritage ;
- Arman Melikyan (ru), ancien ministre des Affaires étrangères du Haut-Karabagh ;
- Serge Sarkissian, Président sortant, chef du Parti républicain d'Arménie ;
- Vardan Sedrakyan (en), spécialiste en poésie épique.

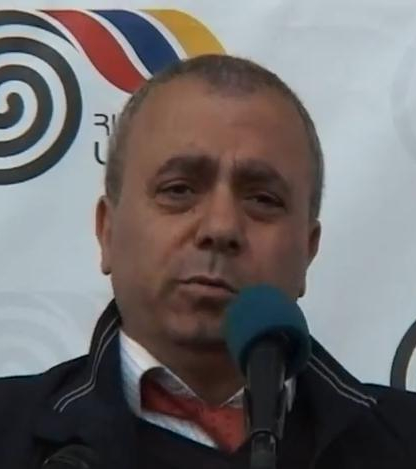
Hrant Bagratyan.
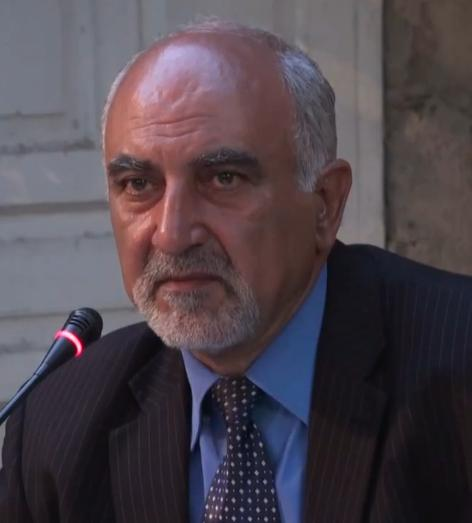
Paruyr Hayrikyan.
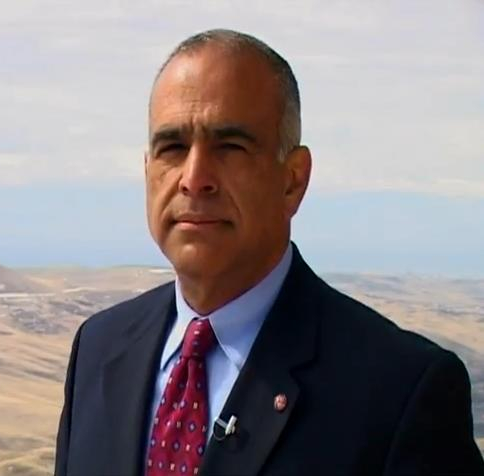
Raffi Hovannisian.
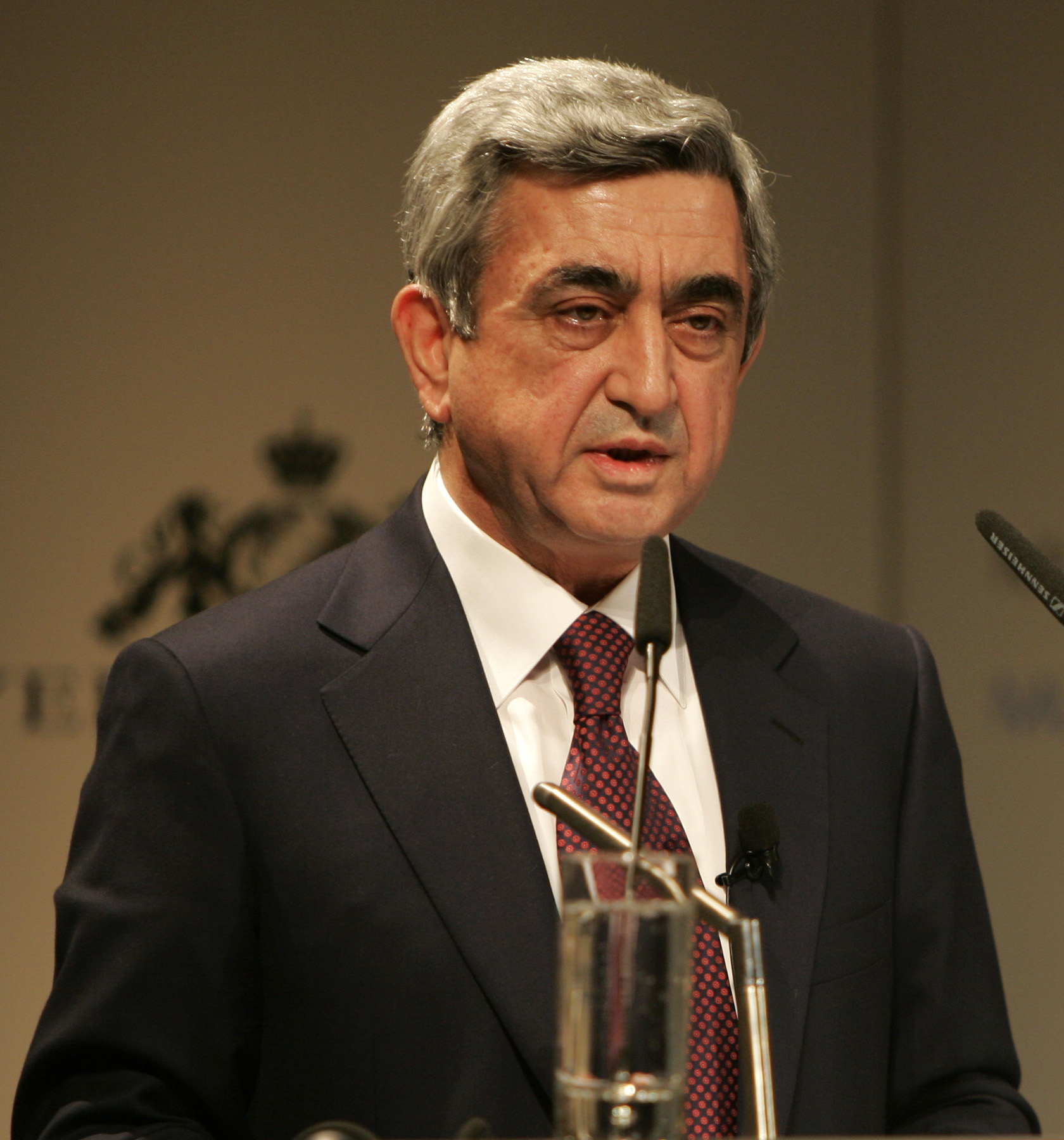
Serge Sarkissian.
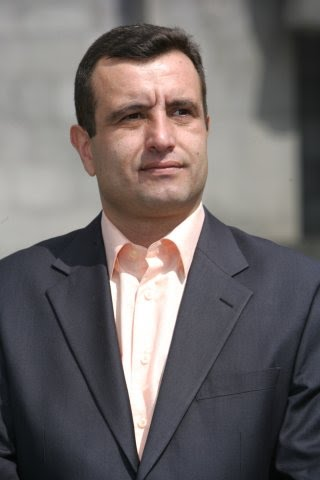
Vardan Sedrakian.

Plusieurs des principaux partis arméniens ont décidé de ne pas participer à cette élection : Arménie prospère, le Congrès national arménien, et la Fédération révolutionnaire arménienne. Le parti État de droit, membre de la coalition gouvernementale, soutient quant à lui Serge Sarkissian.

## Campagne
La campagne électorale s'étend du 21 janvier au 16 février 2013. Elle a été marquée par :
- la grève de la faim d'un des candidats, Andrias Ghukasyan, qu'il mène en face de l'Académie nationale des sciences avec un panneau « End to Fake Elections »[8] ;
- la tentative d'assassinat contre l'un des candidats, Paruyr Hayrikyan, le 31 janvier[9] organisée par Vardan Sedrakyan, qui a été condamné le 23 septembre 2013 à 14 années d'emprisonnement[10].

## Sondages
Les sondages organisés depuis décembre 2012 prédisent la victoire du président sortant, Serge Sarkissian. Ainsi, un sondage mené par Gallup du 2 au 5 février 2013 lui octroie 68 % des votes.
Selon un sondage à la sortie des urnes commandé par Armnews et mené par Baltic Surveys/The Gallup Organization et l'Association sociologique arménienne, Serge Sarkissian récolterait 58 % des votes, suivi de Raffi Hovannisian (32 %), Hrant Bagratyan et Paruyr Hayrikyan (3 % chacun), et Arman Melikyan, Andreas Ghukasyan et Vardan Sedrakyan (1 % chacun).

## Résultats
Le taux de participation est de 60,18 %. Les résultats délivrés par la Commission électorale centrale donnent la réélection de Serge Sarkissian dès le premier tour :
| Candidat                                | Parti                                    | Votes     | %      |
| --------------------------------------- | ---------------------------------------- | --------- | ------ |
| Hrant Bagratian                         | Parti de la liberté                      | 31 643    | 2,15   |
| Andrias Ghukasyan                       | sans étiquette                           | 8 329     | 0,57   |
| Paruyr Hayrikyan                        | Union pour l'autodétermination nationale | 18 096    | 1,23   |
| Raffi Hovannisian                       | Héritage                                 | 539 693   | 36,75  |
| Arman Melikyan                          | sans étiquette                           | 3 520     | 0,24   |
| Serge Sarkissian                        | Parti républicain d'Arménie              | 861 373   | 58,64  |
| Vardan Sedrakyan                        | sans étiquette                           | 6 210     | 0,42   |
| Votes valides                           | Votes valides                            | 1 468 864 |        |
| Total                                   | Total                                    |           | 100,00 |
| Participation (sur 2 528 050 électeurs) | Participation (sur 2 528 050 électeurs)  | 1 521 489 | 60,18  |
| Source : Commission électorale centrale |                                          |           |        |

## Contestations

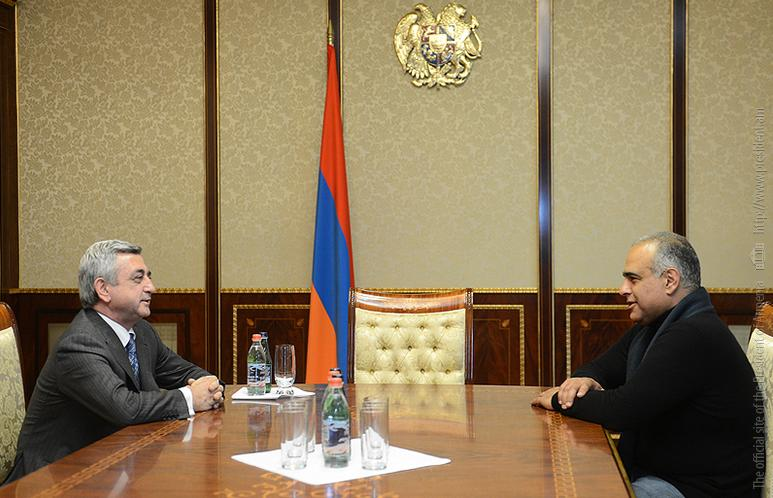
Rencontre entre Sarkissian et Hovhannisian le 21 février.

Le 19 février, le candidat arrivé second, Raffi Hovannisian, a appelé Serge Sarkissian à reconnaître la « victoire du peuple » (et donc sa propre défaite) devant 3 000 personnes sur la place de la Liberté (devant l'Opéra d'Erevan), faute de quoi d'autres démarches (non précisées) seront entreprises ; convaincu de l'existence de fraudes massives (et ce malgré l'évaluation générale des observateurs internationaux, selon lesquels les manquements constatés ne peuvent influencer le résultat global de l'élection), Hovannisian se considère président-élu. Une rencontre a lieu avec Serge Sarkissian le 21 février. Joint par Andrias Ghukasyan, il introduit un recours en invalidation devant la Cour de cassation, que celle-ci rejette comme non-fondé le 14 mars.
Un autre candidat, Hrant Bagratyan, estime que des votes lui ont été volés au profit de Serge Sarkissian.
L'antenne arménienne de Vanadzor d'Helsinki Citizens’ Assembly estime également que les résultats ont été faussés.
Enfin, le Congrès national arménien et la Fédération révolutionnaire arménienne, deux partis n'ayant pas présenté de candidat et n'en ayant supporté aucun, ont émis des déclarations critiques sur le scrutin, sans toutefois soutenir Hovannisian.

## Observateurs
Cette élection est suivie par des observateurs de 12 organisations internationales et de 26 organisations locales (632 observateurs internationaux et 6 251 locaux).
Les observateurs de l'Assemblée parlementaire de l'OSCE ont noté que cette élection démontrait un « pas important vers le progrès » et a satisfait aux standards démocratiques, mais qu'elle « manquait de concurrence effective » en raison du nombre limité de candidats et de l'absence de candidats de certains partis influents (qui a pu provoquer l'apathie ou la méfiance chez les électeurs) ; de même, ils estiment que l'absence de débat direct entre les candidats ainsi que le niveau limité de journalisme critique a pu restreindre la capacité des électeurs à comparer les programmes. Ils notent par ailleurs que les libertés démocratiques ont été généralement respectées durant la campagne, qui s'est déroulée de manière pacifique et a été bien administrée, que des mesures ont été prises pour améliorer la transparence et le registre des électeurs, tout en remarquant une distinction floue entre les activités des candidats et des structures étatiques, et une qualité insatisfaisante de l'encre utilisée pour les passeports des électeurs ayant voté. Un rapport préliminaire a par ailleurs été rédigé, avec les observateurs de l'Assemblée parlementaire du Conseil de l'Europe et du Parlement européen.
Les observateurs de l'International expert Center for Electoral Systems (ICES) décrivent l'élection comme une « bataille démocratique et concurrentielle » ayant satisfait aux exigences et principes fondamentaux.
L'Independent American Center of Political Monitoring (IACOPM) note quelques incidents dans des bureaux de vote ainsi que la qualité insatsifaisante de l'encre pour les passeports, mais souligne que le comptage et la synthèse des votes se sont déroulés pacifiquement et sans incidents.
Les observateurs de la CEI estiment quant à eux que l'élection a été « libre, transparente et concurrentielle ».